# Neutronenstreuung
Die Neutronenstreuung, ein Hauptgebiet der Forschung mit Neutronen, untersucht kondensierte Materie durch Beobachten der Streuung von langsamen oder thermischen Neutronen an einem Probekörper (engl.: Target). 
Langsame und thermische Neutronen wechselwirken mit Atomkernen und mit den magnetischen Momenten von Elektronen und eignen sich daher zur Untersuchung der Struktur, der Dynamik sowie der magnetischen Ordnung kondensierter Materie auf atomarem Maßstab.

## Einteilung und Methoden

### Elastische Streuung
Bei der elastischen Streuung ist die Wechselwirkung nicht mit einer Energieübertragung verbunden. Da die De-Broglie-Wellenlänge thermischer Neutronen in der Größenordnung eines Atomdurchmessers liegt, treten bei der elastischen Streuung von Neutronen an kondensierter Materie Interferenzeffekte auf, die für Strukturuntersuchungen genutzt werden können. Diese Untersuchungsmethode wird häufig auch als Neutronenbeugung (oder -diffraktometrie) bezeichnet.
Methoden:
- Neutronenbeugung
- Beugung unter streifendem Einfall (GIND)
- Kleinwinkelstreuung (SANS)
- Kleinwinkelstreuung unter streifendem Einfall (GISANS)
- Neutronenreflektometrie.

### Inelastische Streuung
Die inelastische Streuung ist verbunden mit der An- oder Abregung (Energieübertragung) eines Phonons, eines Magnons oder eines anderen internen Freiheitsgrades des Targets. Durch Messung der Änderung der kinetischen Energie des Neutrons lässt sich die Energie der Anregung ermitteln.
Methoden der inelastischen Neutronenstreuung (-spektroskopie):
- Neutronen-Dreiachs-Spektrometer (TAS)
- Neutronen-Flugzeit-Spektrometer (ToF)
- Neutronen-Rückstreu-Spektrometer
- Neutronen-Spin-Echo-Spektrometer (NSE)
- Neutronen-Resonanz-Spin-Echo-Spektrometer (NRSE).

### Quasielastische Streuung
Die quasielastische Streuung wird zur Untersuchung von Diffusionsmechanismen auf atomarer Ebene verwendet.

## Anwendungen
Da Neutronen keine elektrische Ladung besitzen, dringen sie recht tief in Materie ein: die freie Weglänge thermischer Neutronen in kondensierter Materie ist von der Größenordnung Millimeter (der genaue Wert hängt von der Dichte und der Zusammensetzung der Probe ab). Deshalb ist Neutronenstreuung geeignet, Volumeneigenschaften von Materie zu untersuchen – im Gegensatz etwa zur Elektronenbeugung, die auf oberflächennahe Bereiche beschränkt ist.
Wie alle Teilchen haben Neutronen nicht nur Teilchen-, sondern auch Welleneigenschaften. Die Wellenlänge langsamer Neutronen beträgt ungefähr 0,1 bis 1 nm und ist somit von der gleichen Größenordnung wie Atomabstände in Molekülen und Festkörpern. Ähnlich wie bei der Beugung von Licht an einem Gitter kommt es auch bei der Streuung von Neutronen an einer regelmäßig aufgebauten Probe zu wellenmechanischen Interferenzen; die Winkelverteilung der gestreuten Neutronen besitzt die Regelmäßigkeit eines Beugungsbildes, aus dem auf die atomare Struktur der untersuchten Probe zurückgeschlossen werden kann.

### Vorteile gegenüber Röntgenbeugung
Die bis hierhin genannten Eigenschaften – elektrische Neutralität und Wellenlänge im nm-Bereich – haben Neutronen mit der Röntgenstrahlung gemeinsam. Für Strukturuntersuchungen setzt man daher in erster Linie die grundsätzlich ähnliche, praktisch aber einfachere und billigere Röntgenbeugung ein. Neutronenstreuung ist jedoch von Vorteil, wenn man die folgenden weiteren Eigenschaften des Neutrons ausnutzen kann:
- Der Streuquerschnitt von Neutronen hängt von Eigenschaften der streuenden Atomkerne ab (Kernspin) und variiert deshalb von Nuklid zu Nuklid und sogar von Isotop zu Isotop. Daher können durch Neutronenstreuung Elemente gut unterschieden werden, die im Periodensystem der Elemente benachbart sind, z. B. Na, Mg und Al.[1] Durch Isotopenaustausch kann die Aussagekraft von Neutronenstreuexperimenten gezielt gesteigert werden.
Röntgenstreuung dagegen liefert hier schlechtere Ergebnisse ohne Kontrast, da bei ihr die Elektronenhülle vermessen wird, welche sich bei den genannten Fällen nur wenig unterscheidet. Der Streuquerschnitt steigt bei Röntgenbeugung mit der Ordnungszahl an, weswegen z. B. Wasserstoff für Röntgenbeugung beinahe unsichtbar ist. Daher wird Neutronenstreuung insbesondere bei der Untersuchung biologischer Proben komplementär (ergänzend) zur Röntgenbeugung eingesetzt, um die Position von Wasserstoffatomen zu bestimmen.
- Neutronen besitzen ein magnetisches Moment und werden daher an magnetischen Gittern gestreut. Neutronenstreuung ist daher eine wichtige Methode zur Untersuchung magnetischer Strukturen.
- Die Energie langsamer Neutronen beträgt wenige meV und ist daher von gleicher Größenordnung wie die Anregungsenergie von Phononen und Magnonen. Inelastische Neutronenstreuung ist daher die Standardmethode zur Vermessung der Dispersion von Phononen und Magnonen.

## Forschungseinrichtungen
Neutronenstreuung wird an Forschungsreaktoren und Spallationsneutronenquellen betrieben.

## Geschichte
Die Neutronenstreuung wurde in den 1950er Jahren als physikalische Untersuchungsmethode etabliert. Für ihre Pionierleistungen erhielten Clifford Shull und Bertram Brockhouse 1994 den Physiknobelpreis. Sie reihen sich damit in die Reihe der Nobelpreisträger mit der längsten Lücke zwischen Entdeckung (1946) und Verleihung des Nobelpreises (1994) ein.
Unter Heinz Maier-Leibnitz wurde am kleinen Forschungsreaktor München in Garching bei München der Neutronenleiter erfunden. Maier-Leibnitz leitete auch den Bau des Hochflussreaktors in Grenoble.
Spätestens seit den 1990er Jahren wurden weltweit viele kleine Forschungsreaktoren stillgelegt; die Neutronenstreuung konzentriert sich auf einige wenige große Institute.